# Історія культур пам'яті
Історія культур пам'яті — один із напрямів сучасної європейської історіографії, що досліджує минуле через реконструкцію колишніх і новітніх проявів колективної пам'яті тих чи інших національностей та суспільних груп («культур пам'яті»). Звернення істориків до видимих проявів колективної пам'яті (відзначення свят і визначних подій, вшанування постатей, зведення пам'ятників і будівель, називання вулиць, утримання місць поховань, зображення символів, будівель та портретів особистостей на банкнотах і поштових марках тощо) почалося з середини 20 ст. й було безпосередньо спричинено тогочасною зміною наукових парадигм в історичній науці, зокрема переорієнтацією досліджень з вивчення соціальних груп і структур на аналіз ментальності, а також необхідністю історичного осмислення нових відкриттів археології, історії мистецтв та етнології. Поштовхом до становлення І.к.п. також став відчутний для всіх суспільств, що зазнали прискореного індустріального розвитку після Другої світової війни, процес швидкої втрати традицій та історичної пам'яті.
Дослідження у сфері культур пам'яті були започатковані у французьуій історіографії в 1-й пол. 80-х рр. 20 ст. зусиллями П.Нора (Pierre Nora), котрий ініціював амбіційний проект вивчення національних "місць пам'яті". Теоретичним підґрунтям для розвитку нового напряму стали ідеї французького філософа П.Рікера (Paul Ricoeur) про історію як упорядковану пам'ять, що має різні форми і прояви. Автори статей 3-го т. "Місць пам'яті", що вийшов 1992 під назвою "Франції" (Les France), спробували довести, що дослідження всього розмаїття проявів пам'яті дає змогу виявити не лише ті сегменти колективної пам'яті, що є відповідальними за національну та іншу групову ідентичність, а й ті, які пов'язані із "зонами напруження" й болючими ранами чи пробілами й витісненнями й які перешкоджають спілкуванню людей у сучасних умовах вимушеної багатовимірності їхнього існування.
У Німеччині І.к.п. було тісно пов'язана із дослідженнями, здійснюваними в рамках повоєнної соціальної історії (з 80-х рр. 20 ст. остання поступово трансформувалася в історію суспільства). Інноваційні дослідження здійснювали переважно історики раннього Нового часу, котрі, використовуючи методологію французьких колег, у рамках "теорії модернізації" вивчали спільні закономірності й відмінності процесів утворювання національних держав і відповідної "націоналізації" населення в різних країнах світу. Після об'єднання Німеччини 1989 їхня увага була прикута до пошуку спільних для західних і східних німців "місць пам'яті" ранньої історії.
П.Нора вважав, що колективна пам'ять проявляється в трьох формах, які він називав (за типами об'єктів, в яких вона опредмечується) "матеріальними", "функціональними" та "символічними". В першому випадку йдеться про об'єкти, що безпосередньо створюються саме для збереження пам'яті, наприклад, пам'ятники та монументи загиблим. У другому випадку – про об'єкти, які лише побічно служать збереженню пам'яті, напр., зображення на банкнотах, присвоєння імен історичних діячів та визначних подій вулицям, підприємствам тощо. В третьому випадку – про історичні об'єкти, які свого часу були "свідками", а нині є символами (місцями пам'яті) найвизначніших подій в історії нації (напр., Бастилія у Франції, Кулікове поле в Росії, "Козацькі могили" в Україні та ін.).
Арсенал дослідницьких методів І.к.п. охоплює як методи власне історичних дисциплін – традиційний інструментарій соціальної історії, методи історії повсякдення, історії ментальностей, усної історії (Oral History) тощо, так і методи суміжних дисциплін – семіотики, історії мистецтва, етнології. При цьому ключову аналітичну роль у дослідженнях І.к.п. відіграють методи історичного порівняння (за аналогією, за контрастом та ін.), які дають можливість визначити типове та особливе в проявах колективної пам'яті в окремих регіонах і країнах та в певні епохи.
Традиційні вектори досліджень І.к.п. лежать у проблемному полі вивчення націоналізму й становлення національних держав у Європі доби Нового часу й сьогодення. Серед них виділяються 3 напрями: пам'ять і нація, пам'ять і простір, пам'ять і соціальна та етнічна сегментація.

## Пам'ять і нація
Особливий інтерес для істориків становить "епоха націоналізму" 19 ст., коли відбувалося конституювання нац. д-в у Європі, що було пов'язано з численними конфронтаціями між різними соціальними групами та верствами в межах кордонів однієї й тієї ж країни в ході розбудови там єдиної д-ви. Саме за таких умов почали з'являтися всілякі інстанції та структури, одним із важливих завдань яких стало формування спільної к-ри пам'яті. Процес становлення нації завжди потребує чітких об'єднавчих ідентифікаційних символів як для всієї спільноти, так і для окремих індивідуумів. Однак, оскільки в основі тогочасних нац. концепцій лежала ідея винятковості, то становлення домінантних форм нац. пам'яті було безпосередньо пов'язане із численними відкритими (із залученням сил іноз. д-в) і закритими (цілковито внутр.) сусп. конфліктами. Їх індикаторами були суперечки навколо пам'ятників і свят, а також становлення альтернативних к-р тощо.

## Пам'ять і простір
Колективна пам'ять має просторовий вимір. Малі етнічні й соціальні єдності, регіони та міста мають свої власні к-ри пам'яті. Місця розташувань пам'ятників і монументів ніколи не обираються довільно, а лише з урахуванням їхнього впливу на свідомість, що так чи інакше зумовлює формування "топографії пам'яті" міст, регіонів та країн. Яскравим прикладом прояву стійкості такої "топографії пам'яті" є новітня практика зведення пам'ятників у колиш. соціаліст. країнах – вони постають на місцях зруйнованих пам'ятників минулої епохи.

## Пам'ять і соціальна та етнічна сегментація суспільства
Соціальна сегментація сусп-ва також має значний вплив на к-ру пам'яті. Політ. диференціація в нац. д-вах 19 ст. знайшла своє відображення в існуванні конкурентних класових к-р пам'яті, котрі, використовуючи свята, пам'ятні місця й численні пам'ятники, вели боротьбу за утвердження власних ціннісних орієнтирів і перспектив. Важливим напрямком досліджень є також вивчення різних "середовищ пам'яті" етнічних груп сусп-ва та їх ставлення до легітимації "національної пам'яті".